# 瓦尔语
瓦尔语是一种南亚语系语言，孟加拉国有约1.6万使用者，印度有约5.1万使用者。瓦尔语由卡西族War部使用。